# NGC 114
NGC 114 es una galaxia lenticular localizada en la constelación de Cetus. Fue descubierta por el astrónomo estadounidense Truman Henry Safford el 23 de septiembre de 1867. La galaxia se encuentra aproximadamente a 195 millones de años luz de la Tierra, y tiene un diámetro de aproximadamente 55.000 años luz, casi la mitad del tamaño de la Vía Láctea. Fue descrita por el astrónomo irlandés John Louis Emil Dreyer "muy débil, pequeña estrella en el centro, al oeste de otras 2". También fue observada el 27 de septiembre de 1880 por Wilhelm Tempel.